# À l'agité du bocal

À l'agité du bocal est un court texte de l'auteur français Louis-Ferdinand Céline, publié en novembre 1948 sous le titre « La lettre de Céline sur Sartre et l'existentialisme ».
Ce pamphlet constitue la réponse que Céline fait à Jean-Paul Sartre qui publia un article intitulé Portrait de l'antisémite en décembre 1945 dans la revue Les Temps modernes où il déclare « Si Céline a pu soutenir les thèses socialistes des nazis c'est qu'il était payé. ». Dans sa virulente réponse, Céline compare Jean-Paul Sartre, qu'il nomme volontairement Jean-Baptiste Sartre, à un ténia qui aurait parasité son propre corps. Ce texte a été écrit depuis le Danemark, en novembre 1947, après que Céline fut remis en liberté en juin. Il avait été incarcéré pendant 18 mois à Copenhague où il avait trouvé refuge après sa fuite en Allemagne. C'est à la suite de la communication qu'Albert Paraz lui fait de l'article de Sartre en octobre 1947 qu'il écrit son texte. C'est le premier texte de Céline à avoir été publié après que l'écrivain a quitté la France en juin 1944.